# Daniel Negreanu
Daniel „Kid Poker” Negreanu (n. 26 iulie 1974, Toronto, Ontario, Canada) este un jucător profesionist de poker din Canada, de origine română. Acesta a jucat într-un episod din serialul de televiziune Private Eyes.  

## Începuturile sale ca jucător de poker
Părinții lui Daniel Negreanu, Ana și Constantin, au emigrat din motive economice în Canada din România în anul 1967. Tatăl campionului a muncit în Canada ca vânzător de dulciuri. Daniel Negreanu s-a născut la data de 25 iulie 1974 în orașul Toronto, provincia Ontario din Canada.
Viziteză România foarte des. Vorbește și înțelege limba română, dar după propriile afirmații nu citește și nu scrie prea bine. Dintre mâncărurile românești îi plac mămăliga și salata de vinete. 
Primul contact cu jocul de poker l-a avut după absolvirea școlii generale. Deși a reușit să intre la liceu, Daniel a abandonat școala pentru studiu, a se consacra jocului de poker, jucând în cazinourile locale și participând la partide ilegale de poker în împrejurimile orașului Toronto. 
La vârsta de 16 ani, în anul 1990, a ajuns pentru prima oară în Las Vegas. Acolo a participat la primul său concurs, pierzând însă toți banii (3.000 $). Daniel Negreanu nu s-a descurajat și s-a întors în Canada, studiind intens jocul de poker. Asista la marile concursuri de poker, în preajma meselor cu jucători, privind intens, ore în șir, fețele și gesturile concurenților.
"An de an, adunam date despre jucători, despre modul în care reacționau în situații limită. Poate cel mai important, învățam să îmi controlez la maximum starea emoțională. Acest fapt însă avea să aibă un efect negativ asupra vieții mele de zi cu zi. Ajunsesem practic să fiu un om rigid, pe fața căruia nu se putea citi nici tristețe, nici fericire, nici altceva. Mai târziu, am realizat că nu trebuie să fiu neapărat un nesuferit pentru a fi un mare jucător de poker", a declarat campionul într-un articol de pe situl său personal .
În această perioadă, Daniel a întâlnit-o pe Evelyn Ng care și ea va deveni ulterior o jucătoare profesionistă recunoscută. După ce a adunat un mic capital, el a părăsit Canada și s-a mutat în orașul Las Vegas la vârsta de 21 ani cu scopul de a-și urma visul de deveni jucător profesionist de poker. Din păcate, nu a avut succes și s-a reîntors la Toronto pentru a-și reconstitui capitalul.

## Cariera de jucător de poker
În anul 1997, norocul lui Negreanu pare să se schimbe la revenirea sa și obține două titluri de campion la Campionatul Mondial de Poker desfășurat la Foxwoods, câștigând astfel 133.600 $ și fiind ales cel mai bun jucător al turneului. Negreanu triumfă din nou în anul 1998, la World Series Of Poker (WSOP), câștigând 169.460 $ și brățara de 2.000 $ Pot Limit Hold'em, devenind astfel cel mai tânăr jucător de poker care obține un titlu la WSOP – record pe care îl deține până în anul 2004. 
În anul următor, devine unul dintre cei mai străluciți jucători ai turneului, obținând două titluri la World Poker Tour (WPT) și alte două brățări la WSOP și ajungând să joace la 11 finale. Între anii 1997 și 1999 a câștigat 12 turnee de primă categorie, mai mult decât orice alt jucător. 
În anul 2004, Daniel Negreanu a fost declarat "jucătorul anului" după ce a câștigat World Poker Tour (turneul mondial de poker). Seria de victorii a început în septembrie 2004, câștigând în Atlantic City marele premiu în valoare de 1.117.000 de dolari. Dar marea lovitură a dat-o în decembrie 2004, în Las Vegas, unde a câștigat premiul cel mare în valoare de 1.770.000 de dolari. 
În total, Daniel Negreanu a înregistrat 18 victorii majore (și 36 în total) în turneele de poker și a câștigat două brățări la World Series of Poker. Până în prezent, Daniel Negreanu a câștigat din jocul de poker o sumă de 10.845.135 dolari. După câștiguri, Daniel Negreanu este cel de-al doilea pokerist mondial .
Prin urmare, Cazinoul Wynn din Las Vegas l-a angajat ca « Poker Ambassador » pentru a juca la toate mesele din cazino. Acest aranjament a luat sfârșit în octombrie 2005 când Negreanu a hotărât să renunțe deoarece nu i se permitea să joace pe mize mari. Cu toate acestea, în decembrie 2005, și-a deschis propriile mese de poker în linie pe situl său oficial care include și un blog, precum și forumuri cu privire la jocul de poker. Pseudonimul său de jucător de poker este « KidPoker ». Daniel Negreanu joacă poker cu amatorii acestui joc numai pe sume cuprinse între 100.000 $ și 500.000 $. 
Anumite victorii ale lui Negreanu îi sunt atribuite capacității sale de a citi reacțiile adversarilor. Când i se vorbește de această abilitate, Negreanu afirmă că lucrul cel mai important este să observe ce mâini joacă adversarii săi și capacitatea lor de a-și juca mâna. El a scris în jurul a 100 de articole pentru CardPlayer Magazine și a contribuit la Super System II a lui Doyle Brunson. El a oferit lecții de poker pe Internet și de asemenea a învățat să joace poker celebrități cum ar fi actorul Tobey Maguire. 
În afară de aceasta, Negreanu a anunțat în anul 2006 că a strâns o echipă de « superstaruri » care să contribuie la scrierea unei cărți cu titlul "Daniel Negreanu's Power Hold'em Strategy". Cartea dezvoltă Super System II a lui Doyle Brunson și ar urma să fie publicată în anul 2007. Negreanu a participat la numeroase emisiuni televizate dedicate pokerului cum ar fi Late Night Poker și cele două sezoane ale emisiunii High Stakes Poker. El a comentat de asemenea Ultimate Poker Challenge și a apărut ca invitat în cel de-al treilea sezon la emisiunea Poker Superstars Invitational Tournament.

## Viața privată
La 19 august 2005, el s-a căsătorit cu Lori Lin Weber, o americancă de origine asiatică. În prezent, locuiește în orașul Las Vegas din statul Nevada (SUA). El mai vizitează ocazional România.
„Pentru mine, jocul de poker este doar o afacere. După ce pierzi trebuie să te ridici și să te concentrezi pentru a juca tot mai bine. Nu am trișat vreodată și nu voi face acest lucru” .
În anul 2003, el a lansat site-ul http://www.fullcontactpoker.com, unde utilizatorii pot juca partide de poker virtual. Tot el a lansat competiția „Daniel’s Negreanu Protege”, în care cei care se înscriu concurează într-un turneu pentru a se bucura de privilegiile de a fi discipolii campionului.
Deși cea mai mare parte din averea lui provine din jocul profesionist de poker, Negreanu are și alte îndeletniciri, cum sunt politica și acțiunile caritabile, în care se implică 100%.
A divorțat de Lori Lin Weber in 2007. S-a recăsătorit în 2019 cu Amanda Leatherman.

## Legături externe
- Top 5 cu cei mai bogați jucători de cazino din toate timpurile
- Daniel Negreanu vs. Brian Hastings Arhivat în 14 mai 2008, la Wayback Machine.
- Clujeanul, 12 mai 2005 - 6 milioane $ la poker! Arhivat în 27 septembrie 2007, la Wayback Machine.
- Hotnews, 6 septembrie 2005 - Daniel Negreanu a câștigat 10 milioane de dolari din poker într-un an Arhivat în 29 septembrie 2007, la Wayback Machine.
- Holdem, 12 noiembrie 2005 - Daniel Negreanu - Primul interviu pentru români Arhivat în 7 ianuarie 2007, la Wayback Machine.
- Daniel Negreanu, rege la poker Arhivat în 9 octombrie 2007, la Wayback Machine.
- Poker Players profile - Daniel Negreanu Arhivat în 17 septembrie 2007, la Wayback Machine.
- Jucatori Pro: Daniel Negreanu Arhivat în 24 ianuarie 2009, la Wayback Machine.